# Odontomyia regisgeorgii
Odontomyia regisgeorgii är en tvåvingeart som beskrevs av Macquart 1838. Odontomyia regisgeorgii ingår i släktet Odontomyia och familjen vapenflugor. Inga underarter finns listade i Catalogue of Life.